# Афганська рупія
Рупія — грошова одиниця Емірату Афганістану до липня 1926.

## Історія
До 1891 карбувалися срібні рупії та її фракції, мідні філси та золоті монети (мухр, ашрафі та тилла). Фіксованого обмінного курсу між ними не існувало, різні регіони карбували свої власні монети, що відрізнялися вагою та зображеннями. В обігу використовували різні іноземні монети — перські, російські, але частіше — індійські.
У 1891 введено нову грошову одиницю, засновану на кабульській рупії. Рупія ділилася на 60 пайсів, кожна з яких у свою чергу - на 10 динарів. Також існували такі монети, як шахи (5 пайсів), санар (10 пайсів), аббасі (20 пайсів), кіран (30 пайсів) та тилла, а згодом - мані (кожна - 10 рупій).
У липні 1926 рупія замінена на афгані у співвідношенні 11:10, проте фактично рупія ще тривалий час продовжувала використовуватися в обігу.

## Монети

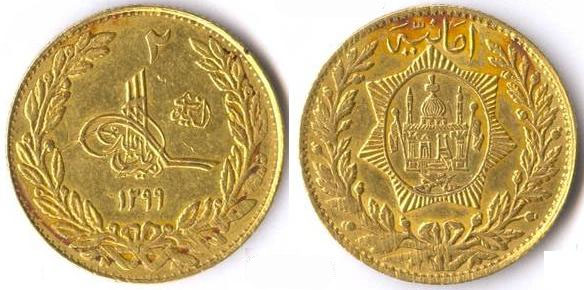
2 мані 1920 року

До 1891 єдиною мідною монетою був філс. Срібні монети карбувалися гідністю в 1⁄12, 1/10, 1⁄8, 1⁄6, ¼, ⅓, ½, 1 і 2 рупії, золотими монетами були ашрафі, тилла, ½ мухра і мухр.
З 1891 карбувалися бронзові, латунні і мідні монети номіналом 1, 5, 10, 15 і 20 пайсів, срібні монети номіналом 10 і 20 пайсів, а також ½, 1, 2½ і 5 рупій, і золоті монети і 1/2, 1, 2 і 5 мані.

## Банкноти

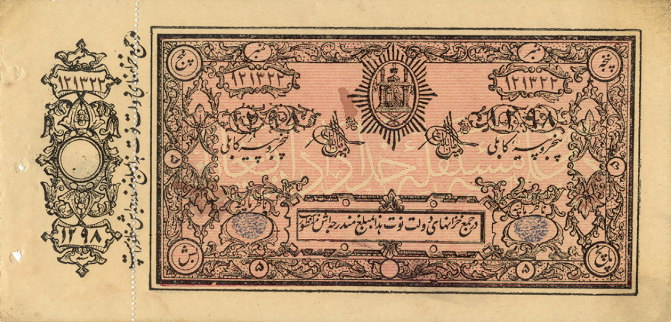
5 рупій 1919 року

У 1919-1920 випущені білети казначейства номіналом в 1, 5, 10, 50 та 100 рупій.